# Yume o Kanaete Doraemon
Yume o Kanaete Doraemon (夢をかなえてドラえもん Doraemon – giấc mơ thành sự thật) là tên album nhạc phim và cũng là tên một bài hát chủ đề của loạt phim hoạt hình Doraemon, được phát hành vào ngày 4 tháng 7 năm 2007. Bài hát cùng tên do nữ ca sĩ Mao thể hiện, được chọn làm bài hát mở đầu của loạt phim vào tháng 5 năm 2007 đến tháng 10 năm 2019, sau đó được thay thế bằng bài "Doraemon" của Hoshino Gen. "Odore Dore Dora Doraemon Ondo" (踊れ・どれ・ドラ　ドラえもん音頭) được chọn làm bài hát kết thúc của loạt phim từ 29 tháng 6 năm 2007 đến 10 tháng 8 năm 2007 và 18 tháng 6 năm 2008.

## Các bài hát
| STT              | Nhan đề                                                                     | Thời lượng |
| ---------------- | --------------------------------------------------------------------------- | ---------- |
| 1.               | "Yume o Kanaete Doraemon (夢をかなえてドラえもん)"                          | 4:08       |
| 2.               | "Odore Dore Dora Doraemon Ondo 2007 (踊れ・どれ・ドラ ドラえもん音頭 2007)" | 4:14       |
| 3.               | "Yume o Kanaete Doraemon (nhạc đệm)"                                        | 4:08       |
| 4.               | "Odore Dore Dora Doraemon Ondo 2007"                                        | 4:14       |
| Tổng thời lượng: | Tổng thời lượng:                                                            | 16:44      |

## Từ album khác
Ngoài trong đĩa đơn phiên bản gốc, bài "Yume o Kanaete Doraemon" còn xuất hiện ở nhiều album khác.
| STT                      | Tên Album                               | Thứ tự bài hát trong đĩa đơn (bản gốc) | Thứ tự bài hát trong đĩa đơn (bản gốc) | Thứ tự bài hát trong đĩa đơn (bản gốc) | Thứ tự bài hát trong đĩa đơn (bản gốc) |                          |
| STT                      | Tên Album                               | 1                                      | 2                                      | 3                                      | 4                                      |                          |
| Album nhạc phim Doraemon | Album nhạc phim Doraemon                | Album nhạc phim Doraemon               | Album nhạc phim Doraemon               | Album nhạc phim Doraemon               | Album nhạc phim Doraemon               | Album nhạc phim Doraemon |
| ------------------------ | --------------------------------------- | -------------------------------------- | -------------------------------------- | -------------------------------------- | -------------------------------------- | ------------------------ |
| 1                        | Doraemon To Nakamatachi Song Collection | ☑                                      |                                        |                                        |                                        |                          |
| 2                        | Doraemon uta no dai kōshin              | ☑                                      |                                        |                                        |                                        |                          |
| 3                        | Doraemon TV Soundtrack Collection       |                                        |                                        |                                        | ☑                                      |                          |
| 4                        | Doraemon Twin Best                      | ☑                                      |                                        |                                        |                                        |                          |